# 萨沙·帕夫洛维奇
亚历山大·“萨沙”·帕夫洛维奇（1983年11月15日—），生於巴尔，蒙特內哥羅职业篮球运动员。他曾代表塞尔维亚和黑山国家队参加2004年夏季奥林匹克运动会男子篮球比赛，获得第十一名。